# برایان لادروپ
برایان لادورپ (دانمارکی: Brian Laudrup) زاده ۲۲ فوریه ۱۹۶۹ در وین) بازیکن فوتبال اهل دانمارک و از برجسته‌ترین بازیکنان تاریخ فوتبال است که در فهرست صد بازیکن فوتبال برتر دنیا جای دارد.او برادر کوچکتر میکل لادروپ بازیکن مشهور فوتبال دانمارک است.وی اکنون به عنوان مفسر ورزشی در شبکه TV3 فعالیت می کند. او همچنین دارنده رکورد برترین بازیکن فوتبال سال دانمارک برای چهار سال است. برایان لادروپ به عنوان پنجمین بازیکن فوتبال برتر سال ۱۹۹۲ نیز برگزیده شد. 